# USS Spence (DD-512)
L'USS Spence (DD-512) est un destroyer de la classe Fletcher en service dans la marine des États-Unis pendant la Seconde Guerre mondiale. Il est nommé en l'honneur de Robert T. Spencen, surintendant de la construction du sloop de guerre USS Ontario (1813) et capitaine de la frégate en bois de sixième rang HMS Cyane (1815).

## Construction
Sa quille est posée le 18 mai 1942 au chantier naval Bath Iron Works à Bath, dans le Maine. Il est lancé le 27 octobre 1942 ; parrainée par Mme Eben, et mis en service le 8 janvier 1943 sous le commandement du lieutenant commander H. J. Armstrong.

## Historique

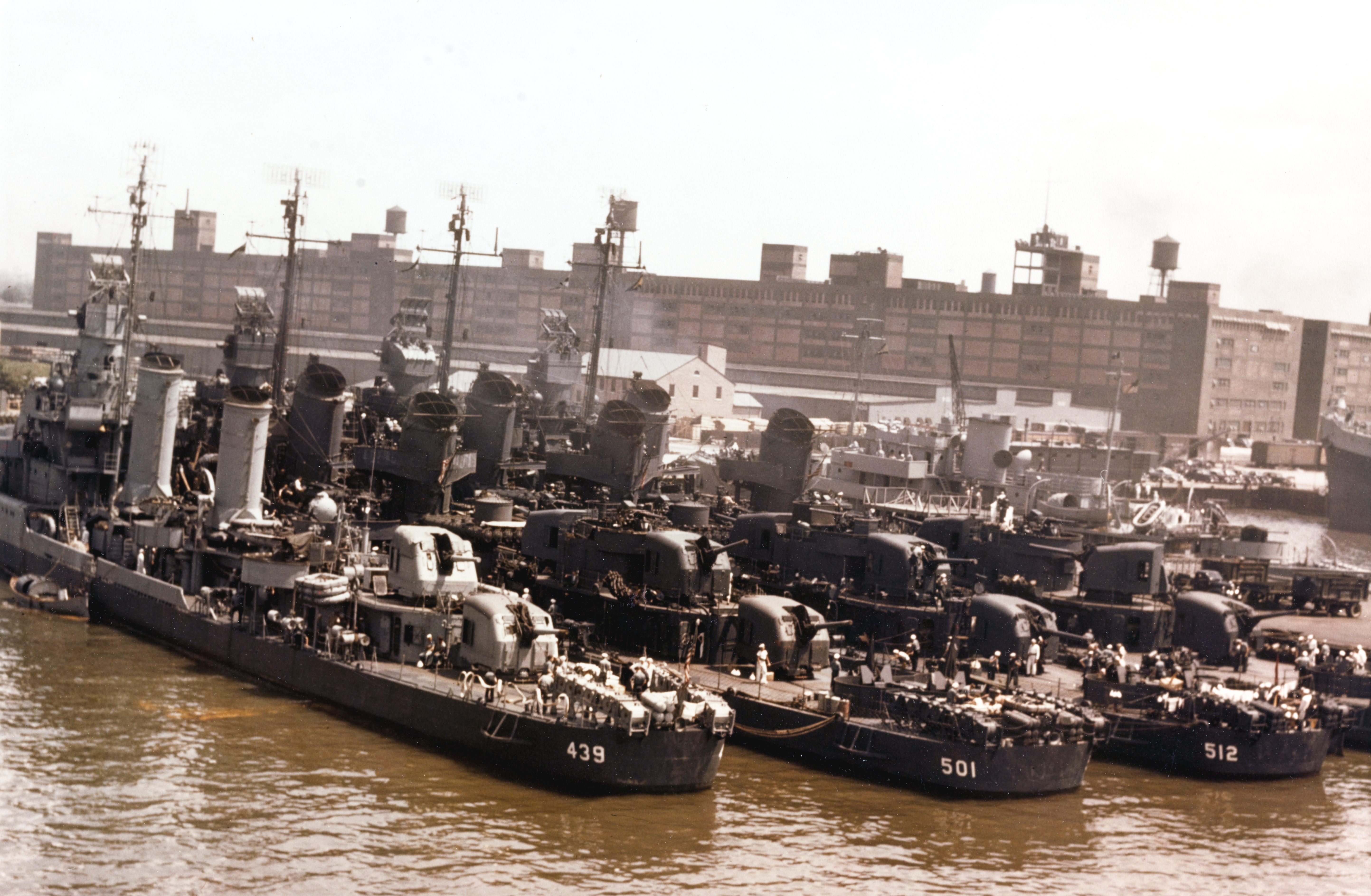
De gauche à droite : les destroyers,, Spence et dans la base navale de Norfolk au printemps 1943.

Après une croisière dans les Caraïbes et une mission d'escorte entre les États-Unis et l'Afrique du Nord, il rejoint le Pacifique Sud au milieu de l'année 1943 et est déployé dans la région des îles Salomon au sein du 23e escadron de destroyers. Vers la fin de septembre et octobre 1943, le Spence participe aux opérations au large de Kolombangara et de Vella Lavella, détruisant plusieurs péniches japonaises tout en appuyant les débarquements des îles du Trésor. Dans le cadre de la campagne de Bougainville, il procède à des bombardements côtiers au début du mois de novembre. Le Spence prend ensuite part à la bataille nocturne de la baie de l'Impératrice-Augusta, au cours duquel il prend part à la destruction du destroyer japonais Hatsukaze. Férocement engagé dans de nombreux combats durant le reste du mois tout en combattant les attaques aériennes ennemies, il effectue des missions d'escorte et de patrouille avant de participer le 25 novembre à la bataille du cap Saint-George, où trois destroyers japonais sont coulés (Onami, Makinami et Yugiri).
Le Spence reste actif dans la région des Salomon pendant le reste de l'année 1943 et les trois premiers mois de 1944, bombardant les cibles ennemies à terre et à flot alors que l'offensive alliée se dirigeait vers le nord. À la fin du mois de mars, il se rend dans le Pacifique central pour escorter les porte-avions rapides attaquant les îles Carolines et assurant des débarquements à Hollandia, en Nouvelle-Guinée.

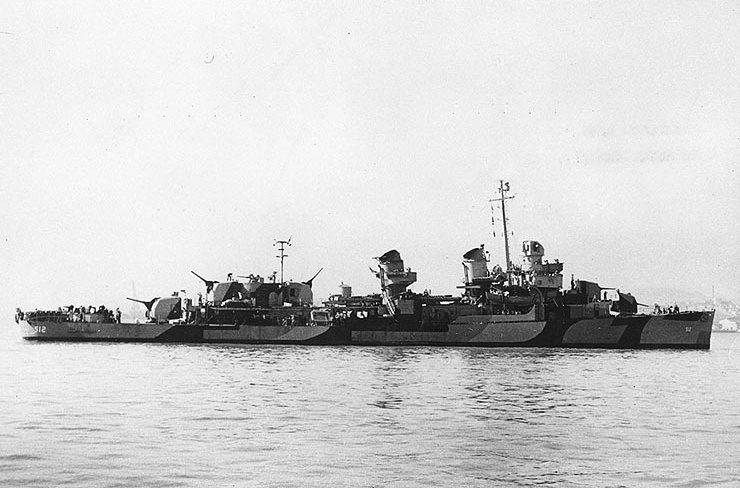
L'USS Spence dans la baie de San Francisco en octobre 1944.

En juin 1944, dans le cadre de la campagne des Mariannes, le Spence bombarde Saipan, Guam et Rota et escorte les porte-avions lors de la bataille de la mer des Philippines. Après une révision à San Francisco, en Californie, il rejoint le Pacifique occidental début novembre où il escorte les porte-avions de la Task Force 38 lors de leurs attaques aériennes aux Philippines. Le 18 décembre, son unité fait face au puissant typhon Cobra. Ayant ses réservoirs de fioul remplis à seulement un peu plus de 10 % de sa capacité, ce qui le rend moins stable par rapport à la force de poussée du typhon, le Spence bascule fortement à bâbord, chavire et coule à l'est de Samar en emportant 317 marins. Seuls 24 hommes ont survécu à la catastrophe, secouru par les destroyers USS Gatling (en), USS Swearer (en) et USS Tabberer (en). Le USS Hull (DD-350) et le USS Monaghan (DD-354) ont également été coulés dans le typhon. 
Le Spence a été rayé de la liste de la Marine (Naval Vessel Register) le 19 janvier 1945.

## Décorations
Le Spence a reçu huit battle star pour son service pendant la Seconde Guerre mondiale.